# Bracera

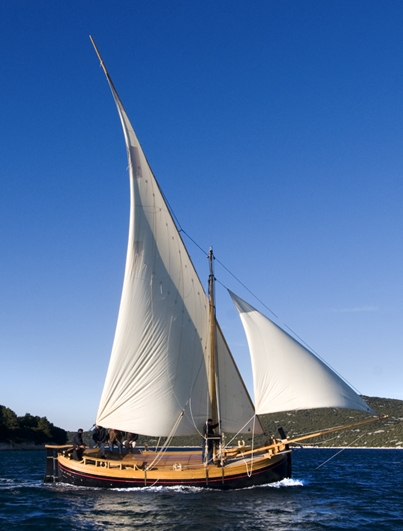
Le bracera croate Gospa od mora.

Un bracera ou brazzera est un type de voilier traditionnel de un à deux mâts (rarement trois) à voile latine, livarde ou au tiers et à rames. Ils sont utilisés en Mer Adriatique pour la pêche, le transport et le cabotage entre le XVIe siècle et le début du XXe siècle.
Il substitue aujourd'hui un exemplaire de bracera authentique : le Roditelj construite en 1907. Une réplique de bracera : le Gospa od mora a été construite visant à promouvoir le patrimoine maritime croate par le tourisme responsable.

## Historique

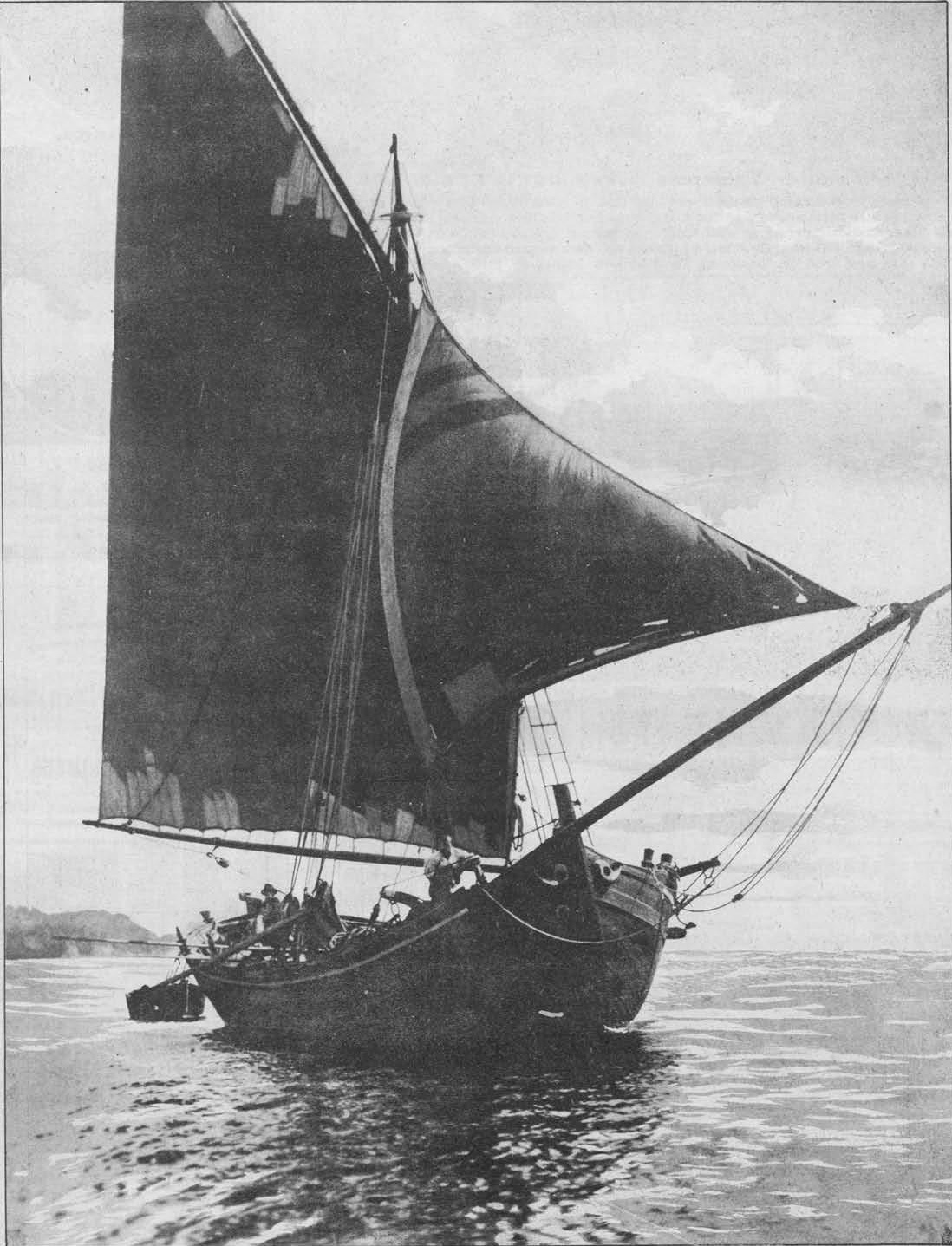
Bracera d'Istrie en 1926.

Avec les autres sous-types de voiliers plus grands : le trabaccolo et le pelig, le braceras constituait l’épine dorsale de la flotte commerciale de la mer Adriatique depuis le XVIe siècle. Ce bateau originaire de Brač en Dalmatie,. Au XIXe siècle, plus de 800 d'entre eux étaient inscrits dans le registre de la flotte austro-hongroise couvrant les navires des côtes dalmates et istriennes.
Motorisés au milieu du XXe siècle, ces navires ont presque disparu.

## Étymologie et sémantique

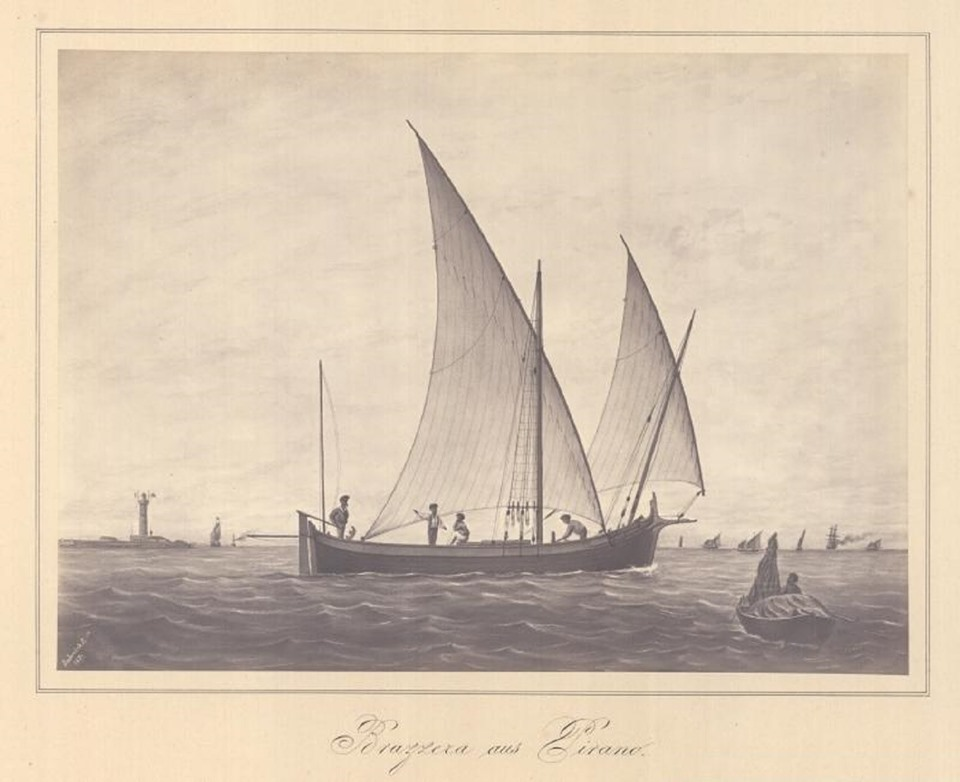
Bracera en 1872.

Bien que le type de navire soit plus ancien, le terme apparait entre le XVIIIe et le XIXe siècle. "Bracera" et ses variantes locales telles que "bracijera", "brazzera" ou "brasero" découlent du fait que ces bateaux étaient souvent conduits par la rame, c'est-à-dire par le pouvoir des mains (en italien : "Forza di braccia"). Cependant, la rame et la voile étaient les principales formes de propulsion au moment de l'apparition des braceras et la variété des autres navires était également ramée. Il semble donc plus logique que le nom "bracera", d'abord enregistré historiquement comme "brazzera", tire son origine du mot "Brazza", nom historique de l'île de Brač située dans la Dalmatie centrale, largement reconnu comme le lieu de naissance de ce type de navire.
En Adriatique, le terme désigne l'ensemble du navire alors qu'en mer Égée, le terme concerne seulement la voile.

## Description et utilisation
Avec un grand nombre de petites îles et une population disséminée, il a été suggéré que la population dalmate locale avait plus d'avantages dans la construction de bateau plus petits, plus maniable dans les passages étroits et moins chers que les versions plus grandes de braceras : trabaccolos et peligs.
Les braceras étaient principalement utilisés comme petits voiliers côtiers (entre 7 et 13 m de long en moyenne) à faible tirant d'eau, principalement pour le transport de bois de construction et de chauffage, de sel, de sable, de vin, d'huile d'olive et de bétail. En Istrie, ils étaient également utilisés pour la pêche et en Dalmatie pour la pêche des éponges de mer.
Les braceras présentaient une structure solide et très manœuvrable, possédaient une quille, un pont fermé, une proue décorée et sa coque large particulièrement adaptée à la pêche et au transport entre les nombreuses îles de l'Adriatique et les côtes voisines.

Les matériaux les plus utilisés étaient le chêne pour la structure et le pin pour les bordés. Le gréement est très varié : un à trois mâts parfois amovibles, divers type de voile, le foc amuré sur un beaupré.

## Types de bracera
Les braceras n'ont cessé d'évoluer au cours de l'histoire en repensant continuellement la forme, le nombre de mâts (de un à trois mâts) ou la voilure (voile carrée, voile latine, voile à corne, voile au tiers, voile à livarde, foc).

### Bracera à un mât avec voile carrée

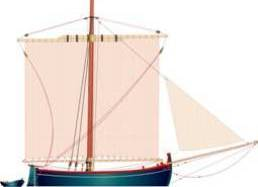
Bracera à un mât avec voile carrée.

À l'origine, les braceras étaient vraisemblablement à voile carrée ou à livarde, il s'agit de la forme la plus ancienne, proche du cogue médiéval. Toutefois ce type de voile est peu adapté aux vents changeants de l'Adriatique et peu manœuvrant, rendant son usage obsolète pour son usage de pêche et de transport sur son aire géographique.

### Bracera à un mât avec voile à livarde

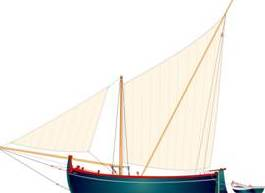
Bracera à un mât avec voile à livarde.

Il est généralement admis, malgré l'absence de trace formelle, que les Braceras de l'adriatique ont connu leur développement avec des voiles à livarde. Le balestron traversant la voile de son sommet jusqu'à la base du mât.

### Bracera à un mât avec voile latine

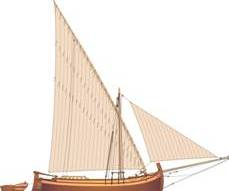
Bracera à un mât avec voile latine.

La voile latine triangulaire est utilisée en Méditerranée dès l'Antiquité. Les vents faibles étant fréquents dans le bassin méditerranéen, elle permettait de naviguer au près (vent de face). L'antenne était habituellement placé du côté gauche du mât, une série de fins cordages appelées "mano di terzaruoli" permettaient de raccourcir la voile.

### Bracera à un mât avec voile au tiers de l'île de Brač

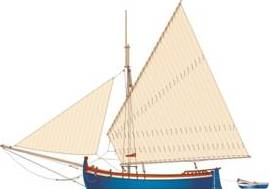
Bracera à un mât avec voile au tiers.

Selon certaines hypothèses, la voile latine aurait évolué en voile au tiers.

### Bracera à un mât avec voile à corne de Dubrovnik

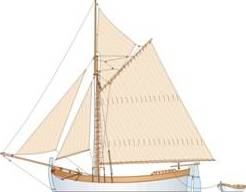
Bracera à un mât avec voile à corne.

Le type de bracera de Dubrovnik “St. Nicolas” (croate : Sv. Nikola) que l’on peut voir au musée maritime de Dubrovnik sur une peinture à l’huile, a probablement été construite dans l’un des chantiers navals de l’île de Korcula et est représentée avec le gréement à corne.

### Bracera à deux mâts avec voiles latines d'Istrie

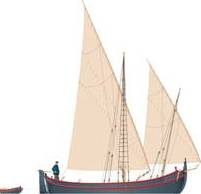
Bracera à deux mâts avec voiles latines.

Bien que chaque grand chantier naval de l'Adriatique construise des braceras, un grand nombre de braceras de type istrien ont été construits dans les chantiers navals de Piran (aujourd'hui en Slovénie). Ceux-ci, contrairement à la Dalmatie, étaient d’abord des navires à deux mâts portant chacun une voile latine. Certaines photographies, indiquent que ce gréement a été utilisé même au XXe siècle, jusqu’à disparition des voiles au profit de la propulsion motorisée.

### Bracera à deux mâts avec voiles à cornes d'Istrie

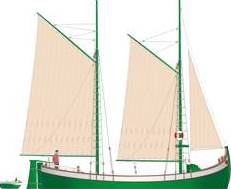
Bracera à deux mâts avec voiles à cornes.

Les braceras d'Istrie sont connus pour avoir deux et parfois trois mâts, contrairement aux braceras du XIXe siècle de Dalmatie qui ne présentaient habituellement qu'un seul mât. La fonction et l'utilisation du navire ont changé au fur et à mesure de l'évolution des installations, des exigences du moment et des styles en vigueur. Ainsi de nombreux braceras ont été transformés en salbunijeri, pour draguer et transporter le sable du fond rocheux de la rivière Cetina.

### Bracera à trois mâts de Rovinj-Rovigno

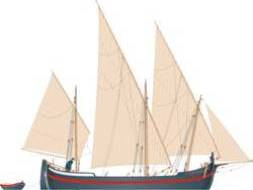
Bracera à trois mâts

Dans la petite ville de pêcheurs de Rovinj-Rovigno en Istrie, le bracera était également connu sous le nom de braciera, est mentionnée dans divers documents historiques. Le braciera de Rovinj montre que les braceras peuvent supporter jusqu’à trois mâts portant une voile latine à l'exception du mât d'artimon grée en voile au tiers. Le mât de misaine présente une forte inclinaison vers l'avant. Un témoignage de braciera de ce type est décrit dans la peinture de témoignage exposée à l’église Sta Maria delle Grazie de Rovinj.

## Le bracera aujourd'hui

### Le plus ancien bracera conservé:Roditelj

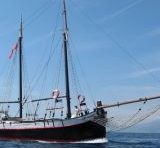
Le bracera à deux mâts Roditelj.

Le bracera Roditelj est le plus ancien bracera conservé de l’Adriatique et est officiellement protégé en tant que patrimoine culturel de Croatie.

Roditelja été construit en 1907 à Piran, aujourd'hui en Slovénie. Motorisé il sert pendant la Seconde Guerre mondiale pour le transfert de réfugiés. Endommagé pendant la Guerre de Croatie, le navire est restauré pour le tourisme local avec comme port d'attache Supetar, une petite ville de l'île de Brač.

### Réplique de bracera:Gospa od mora

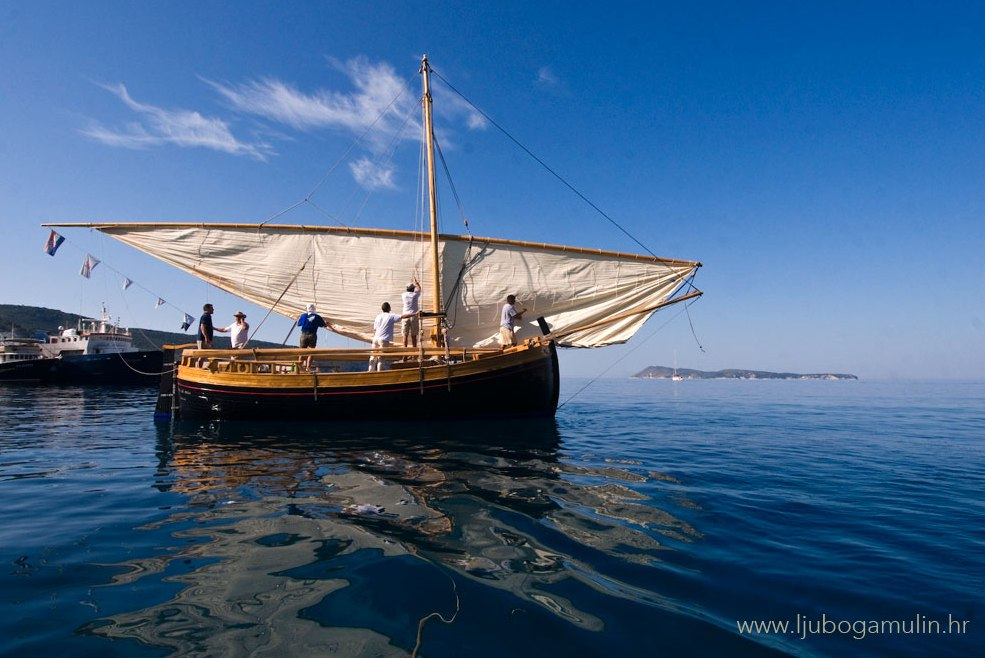
La réplique de bracera Gospa od mora.

Le Gospa od mora est une réplique de bracera croate construite de 2006 à 2010. Ce voilier à un mât est utilisé pour la plaisance et comme navire école à Dubrovnik,.